# 山下つぼみ
山下 つぼみ（やました つぼみ、Momi Yamashita 1977年 - ）は、日本の映画監督、映像ディレクター、TVディレクター。三重県出身。

## 経歴
1977年、三重県に生まれる。
アメリカ、ユタ州にあるウェバー州立大学で動物学を専攻し、人体解剖学や進化学、環境学などを学んだ。帰国後ドキュメンタリーを制作する会社で3年半勤務。以後、フリーランスディレクターとして活動する傍ら、自主制作で短編映画を撮り始める。
NHKのドキュメンタリーや、テレビ朝日「ちい散歩」、Eテレ「シャキーン!」など数多くの番組をディレクション。
初監督した自主制作短編映画「小太郎」が水戸短編画像祭などに招待され、2021年、コロナ禍で制作した「かの山」が第78回ヴェネツィア国際映画祭オリゾンティ短編部門に入選した。

## 作品

### 短編映画
- 「小太郎」（2005年）
- 「かみきれいちまい」（2010年）
- 「UTAGE」(2011年）
- 「かの山」（2021年）主演：山田真歩、カトウシンスケ

### TV
- 「ちい散歩」
- 「シャキーン!」
- 「応援ドキュメント 明日はどっちだ」
- 「未来へ 伝統×最先端が挑む日本最古の舞～狂言師・野村萬斎×メディアアーティスト・真鍋大度の挑戦～」